# دونا ماري ميريت
دونا ماري ميريت (بالإنجليزية: Donna Marie Merritt)‏ هي كاتِبة وشاعرة أمريكية، ولدت في 6 يناير 1965.